# 福山雅治のオールナイトニッポン
「福山雅治のオールナイトニッポン」（ふくやままさはるのオールナイトニッポン）は、ニッポン放送の深夜放送枠「オールナイトニッポン」で、歌手・俳優の福山雅治がパーソナリティを担当し、1992年1月 - 1998年3月に放送されたラジオ番組。スペシャルウィーク時には聴取率1位を獲得する人気番組であった。

## 概要
2023年9月23日に放送された、TOKYO FMの『福山雅治 福のラジオ』で福山自身が語ったところによれば、福山は少年時代に『笑福亭鶴光のオールナイトニッポン』のファンだったことから深夜放送にあこがれを持っていたという。福山によれば、「鶴光さんが好きで深夜放送をやりたかった。『ほにゃららの色は？』ってなるわけですよ。鳥が親鳥に（親だと認識するように）最初に目が開いてみたものが親だったというのと同じだから。あれです」と明かしている。
しかし、福山は「僕は基本的に人と話すのがすごく苦手なんです」とした上で「それを克服するために何とかしなきゃなと思ってしゃべるようになったんだけど…」という。福山がかつて行っていたライブのMCは「こんにちは福山です」「次は最後の曲です」と話す程度だったが、「うちの事務所（アミューズ）の会長の大里（洋吉）さんから、もっとしゃべれと。なぜならヒット曲がないんだから人柄で好きになってもらうしかないんだと。そのためにはしゃべるしかない。なるほどと。それは一理ある」と感じたという。
そこで、福山は、当時のマネジャーにトークの台本を書いてもらったが、「当然、自分で書いた台本じゃないし、自分で思ってることじゃないことを書いているから、つまんないわけですよ。ごめんね当時のマネジャーさん!　つまんないから当然、使わないわけですよ」と当時の苦悩を明かしている。その後、初めてのラジオのレギュラー番組をもって、「一人しゃべりとゲストの方も呼んでいたので、そこで骨子ができ…」と振り返る。
そして、福山はオールナイトニッポンのオーディションに合格し、レギュラーパーソナリティとなったものの、「鶴光師匠のような達人ではなかったので、最初は楽しくなかったんですよ。自分がやりたいと思った形のラジオができていなかったから、楽しくなかったんだと思うんですよ」とした上で「それで毎回、同録を聞いて反省してたんですよ。生放送が終わった後に家へ帰って同録を聞いて、ここはおもしろくないな、この言い方はだめだなというのを全部自分でダメ出ししていて。そのうち少しずつ、今のトークの内容はよかったな、しゃべり方はよかったなとかっていうのを、毎週やっていくうちに…。最後、どうなったかっていうと、全部おもしろいと。何だったら毎回、同録聞くのが楽しみ。家に帰って同録を聞きながら晩酌するのが楽しみになって。悪いところがない、だめなところひとつもない、全部面白いみたいになっちゃって。突き抜けたわけです」と述べている。
しかし、そのように感じるまでには「5、6年、10年…。もっとかかったかもしれない」と述べた上で「そうなってきたら楽しいことしかないから。しゃべるのが苦手だったんだけど、そうやってラジオでしゃべることは得意になったんですよ。得意というか好きになったし、イメージしている感じでしゃべれるようになったという感じです」と、ラジオが好きになった経緯について明かした。

## 放送時間
- 1992年1月 - 9月…木曜27:00 - 29:00（木曜2部としての放送）
- 1992年10月 - 1994年6月…木曜25:00 - 27:00（木曜1部としての放送） [注 1]
- 1994年11月 - 1998年3月…月曜25:00 - 27:00（月曜1部としての放送）

## 主なコーナー
- スタジオライブリクエスト
番組開始から終了時まで一貫して続いたコーナーで、リスナーからのリクエスト曲を福山が弾き語りで歌う。のちの『魂のラジオ』における「魂リク」の原型となった。基本は福山の独奏だが、コーナー時間にゲスト（主にミュージシャン）が来ていた場合は共演することもあった（「魂リク」でも同様）。
放送当時はオールナイトニッポンのパーソナリティーにミュージシャンが多かったことや互いの親交などもあり、他曜日パーソナリティーの曲を歌ったこともある[注 2]。
- 突撃！はやらせ隊
木曜1部時代のコーナー。毎週、福山が出したダジャレ（主に有名人の名前にかけたものが多かった[注 3]）をリスナーが実際に流行らせ、その反応がどうだったかのレポートを寄せてもらう。
- Masha's BAR
- どっちが娘だ
- 男どあほう広辞苑
- 放送ジャック
- なぞなぞ王
- お宝フラッシュ
TVドラマ『ホームワーク』で共演をしたきっかけから、宝田明をフィーチャーしたコーナー。
- テレフォンミュージカル→平成テレフォン奉行
女性リスナーが電話で出演し、福山とミュージカル調のやりとりを繰り広げる。性的な内容を想起させる福山からの問いに、女性リスナーが困惑しながらも答えるのがこのコーナーの名物であった。生出演した女性ゲストと展開したこともある。1993年に一時中断したのち、「平成テレフォン奉行」にリニューアル。福山演じるお奉行様に女性リスナーが懺悔を告白し裁きを受ける内容に改められたが、コーナー途中でお奉行様がスケベキャラに変貌する下りが設けられていたため、前身の要素は形を変えつつも引き継がれていた。
- ロックンロールパーティーを君だけに
福山演じる架空の覆面DJによるミニ番組風のコーナー（1993年9月より）。初代の「マーシー」、2代目の「テリー」（ここまでオリジナルキャラクター）を経て、当時TBSに在籍していたドラマのスタッフをモデルにした「ナイアブの岸さん[注 4]」（実際は福山の物真似）が3代目を務めたが、この「岸さん」の放送4週目に奇しくも岸本人と唐沢寿明が突如スタジオに乱入しコーナーが中断、福山が困惑する事態が発生した（唐沢曰く「（岸は）俺が連れてきた」）[注 5]。この一件や岸本人に無断で行っていたことなどもあってか、結局6週で「岸さん」は終了、その後は村野武範をモチーフとした「タケ」（こちらも物真似）がDJを長らく務めた[注 6]。
なお、このコーナーの歴代DJは全員がロックンローラーであり、バイクチーム「斜狂弾（しゃーくだん）」に属していたという裏設定があった（マーシーとテリーは現役、岸とタケはOB）。
岸とタケの間に、佐野元春をモチーフとした「ハル」というキャラクターもいたが、一週限りに終わった[注 7]。
- 先生！痛いんです→先生！寒いんです
リスナーから寄せられた「痛い体験談」を紹介する。その後改題し、「寒い体験談」を紹介する内容にリニューアル。
- 真夜中のポエム
木曜1部時代のコーナー。毎週、お題に沿った詩をリスナーから募集し、福山が読み上げる。福山曰く、当時『ズームイン!!朝!』で放送していた「朝の詩（ポエム）」の夜版をやってみたいということで立ち上げられた。
- 俺のスタジオライブリクエスト
1995年1月17日に起きた阪神・淡路大震災で被災した人々へ向けて、福山本人が自分にリクエストをしてギター弾き語りをする[注 8]。震災翌週の1月23日放送分から番組終了まで続いたコーナーであり、のちの『魂のラジオ』でも毎年1月17日直近の週の放送全編はこの企画に充てていた。
- ピンチ君救済リクエスト（略称：ピンリク）
レーティング期間の放送時に行われる。
- 夜明けのコーヒー
木曜2部時代のコーナーで、終了直前の放送中、有楽町ニッポン放送本社正面玄関（当時：旧社屋）にて福山とスタッフが一般人にコーヒーを配るコーナー。しかし、ファンが予想以上に殺到し車道を寸断するに至ってしまったため、丸の内警察署からの規制が入り短期間で終了した。
- ミッドナイトワーカーズ
主に木曜1部ラストのコーナー。リスナーから寄せられた仕事や日々のエピソードを紹介し、リクエスト曲を流す。石川よしひろのANNにあった「家族の晩餐」と同様、シリアスな内容のハガキがよく読まれる傾向にあった。

## 備考
- 1部時代（木曜→月曜）のオープニングは他曜日と同様「BITTERSWEET SAMBA」であったが、木曜2部時代のオープニングではラモーンズの「Do You Remember Rock'N'Roll Radio?」を流していた。後継番組にあたる『魂のラジオ』（2000〜2015）と『地底人ラジオ』（2018〜放送中）でもオープニングに使われているが、元々は木曜2部時代に用いたのが最初である。
- 木曜1部担当時の1993年7月、Z団の『江ノ島 Southern All Stars Golden Hits Medley』が番組内で突如流れ、同曲に関する問い合わせが殺到するきっかけとなった（ラジオでの初オンエアは当番組である）。リスナーからの反響は相当大きく、福山も番組内でこの曲やZ団に関して度々言及しており、「これ桑田さん関係してるのかな？」と疑問を投げかけていた。
- 当番組終了から『魂のラジオ』開始までの2年間、福山のラジオ番組は『Talking F.M.』のみとなるが、この期間は西川貴教（1998年10月23日放送）とナインティナイン（1999年11月25日放送）各人のオールナイトニッポンにゲスト出演している[注 9]。

## 担当ディレクター
- 江尻秀昭

初代ディレクター。渡瀬マキやYUKIのオールナイトニッポンなども担当したヒットメーカー。
- 神田比呂志（現・フジテレビ製作部所属）

他には木曜1部を継ぎ、現在も放送されているナインティナインのオールナイトニッポン（ナインティナインの@llnightnippon.comも含む）などのディレクターも担当していた（1994年4月-2003年7月）。
- 節丸雅矛

のちの『魂のラジオ』も担当。